# 羅泉劉家大院
羅泉劉家大院位於四川省內江市資中縣，文物遺址年代判定為清。2012年7月16日公佈為第八批四川省文物保護單位。
羅泉劉家大院位於四川省內江市資中縣羅泉鎮廣福街，西北面為廣福街道。羅泉劉家大院又稱繡樓，修建人劉明金。該建築建於清道光十年（1830），坐東南向西北。兩樓一底，木質結構，穿逗式梁架，小青瓦屋面，分前院、後院、前院廂房、前院閣樓、後院廂房14間，繡樓面闊11.5公尺，通高8.65公尺，進深35.5公尺，占地面積408平方公尺。該建築對於研究清代建築有一定的參考價值。2010年，羅泉劉家大院被資中縣人民政府公佈為縣級文物保護單位。